# Tres Tinkle
Pour les articles homonymes, voir Tres.
Tres Tinkle, né le 3 juin 1996 à Missoula, au Montana, est un joueur américain de basket-ball évoluant au poste d'ailier.

## Biographie

### Carrière universitaire
Entre 2015 et 2020, il joue pour les Beavers d'Oregon State à l'université d'État de l'Oregon.

### Carrière professionnelle

#### Raptors 905 (2020-2021)
Le 18 novembre 2020, automatiquement éligible à la draft 2020 de la NBA, il n'est pas sélectionné.
Le 20 novembre 2020, il signe un contrat avec les Lakers de Los Angeles. Le 13 décembre, il est libéré par les Lakers.
Le 19 décembre 2020, il signe un contrat avec les Raptors de Toronto. Le même jour, il est libéré par les Raptors.
Le 27 janvier 2021, il intègre l'équipe de G-League affiliée aux Raptors, les Raptors 905.
Durant l'été 2021, il participe à la NBA Summer League de Las Vegas avec les Lakers de Los Angeles.

#### Vanoli Cremona (2021-2022)
Le 18 août 2021, il part en Italie et signe avec le Vanoli Cremona en première division.

#### Le Mans Sarthe Basket (2022-2023)
Le 14 juin 2022, il signe un contrat avec l'équipe française du Mans Sarthe Basket.
Le 11 octobre 2022, il est transféré par les Raptors 905 chez les Wolves de l'Iowa. Le 24 octobre 2022, Tinkle ne se présente pas au camp d'entraînement des Wolves.
À la fin de la saison, il n'est pas conservé.

## Palmarès

### Universitaire
- 3× First-team All-Pac-12 en 2018, 2019, 2020

## Statistiques

### Universitaires
Les statistiques de Tres Tinkle en matchs universitaires sont les suivantes :
| Saison    | Équipe       | Matchs | Titul. | Min./m | % Tir | % 3pts | % LF | Rbds/m. | Pass/m. | Int/m. | Ctr/m. | Pts/m. |
| --------- | ------------ | ------ | ------ | ------ | ----- | ------ | ---- | ------- | ------- | ------ | ------ | ------ |
| 2015-2016 | Oregon State | 27     | 11     | 27,7   | 44,1  | 36,3   | 73,5 | 5,41    | 1,11    | 1,19   | 0,52   | 13,07  |
| 2016-2017 | Oregon State | 6      | 6      | 34,8   | 44,4  | 16,0   | 77,6 | 8,33    | 2,33    | 2,17   | 0,83   | 20,17  |
| 2017-2018 | Oregon State | 32     | 32     | 36,4   | 47,2  | 32,7   | 84,0 | 7,22    | 3,66    | 1,41   | 0,56   | 17,59  |
| 2018-2019 | Oregon State | 30     | 30     | 36,4   | 48,3  | 32,9   | 77,0 | 8,10    | 3,83    | 1,73   | 0,53   | 20,80  |
| 2019-2020 | Oregon State | 31     | 31     | 34,5   | 44,0  | 34,5   | 81,0 | 6,84    | 3,16    | 1,74   | 0,52   | 18,45  |
| Carrière  | Carrière     | 126    | 110    | 34,0   | 46,0  | 33,0   | 78,8 | 7,00    | 2,97    | 1,56   | 0,55   | 17,72  |